# Dömölky János
Dömölky János (Budapest, 1938. október 30. – Budapest, 2015. március 26.) Balázs Béla-díjas magyar filmrendező, egyetemi tanár, érdemes és kiváló művész.

## Életpályája
1953–1957 között a Kölcsey Ferenc Gimnáziumban tanult. 1960–1962 között a Magyar Televízió ügyelőasszisztenseként dolgozott. 1960–1965 között a Színház- és Filmművészeti Főiskola televízió- és filmrendező szakán tanult,  Máriássy Félix és Makk Károly irányításával. 1966–1999 között a Magyar Televízió rendezője, 1978-tól a Színház- és Filmművészeti Főiskola tanára; 1985–1992 között Szinetár Miklós tanársegédje volt. 1981-től a Magyar Film- és TV-művészek Szövetségének főtitkára, 1989-ben a Magyar Televízió egyik drámai stúdiójának vezetője volt. 1990. január és április között a Magyar Televízió elnökségi tagja, 1997–98-ban a Magyar Televízió elnök tanácsadója volt.

### Munkássága
A Magyar Televízió számára dolgozott, többnyire irodalmi műveket adaptált. Alkotásai közül Vercors A tenger csendje (1965) című kisregényének tévéfilmváltozata 1966-ban a magyar kollekció egyik tagjaként a monte-carlói fesztiválon a Telespectateur-díjat kapta. Moziforgalmazásba is került vígjátéka a Heltai Jenő regénye nyomán készült Jaguár (1967). Megfilmesítette Örsi Ferenc Mohács környéki nemzetségi miliőbe ágyazott Rómeó és Júlia-történetét, a tragikus Holtágat (1968).

## Színházi rendezései
A Színházi Adattárban regisztrált bemutatóinak száma: 13.
- Euripidész–Göncz Árpád: Magyar Médeia (1976, 1982)
- Anton Pavlovics Csehov: Sirály (1981)
- Arthur Miller: Szerelmi történet-féle (1988)
- Miller: Nem emlékszem semmire (1988)
- Uhde: Örömhír (1992)
- Wedekind: Pandora szelencéje (Lulu) (1996)
- Csehov: Ványa bácsi (1997)
- Márai Sándor: Parázs és más… (2008)
- Forgách András: A kulcs (2009)
- Márai: A gyertyák csonkig égnek (Parázs) (2010)
- Eugene O’Neill: Utazás az éjszakába (2011)
- Miroslav Krleža: Agónia (2013)
- Friedrich Dürrenmatt: A fizikusok (2015)

## Filmjei

### Filmrendezőként
- A tenger csendje (1965)
- Michelangelo (1965)
- Mélyrétegben (1967)
- Jaguár (1967)
- Tök az adu (1967)
- Malva (1967)
- Aranyszoba (1968)
- Holtág (1968)
- Kezdet (1968)
- A kormányzó (1969) (Leonid Andrejev nyomán)
- Az utolsó ítélet (1970)
- Don Quijote vagy Don Quijote (1970)
- Álkatonák (1970)
- Mindannyiotok lelkiismerete megnyugodhat… (1970)
- A vendég (1971)
- Régi idők mozija (1971)
- Médeia (1971)
- Az utolsó tekercs (1971)
- Zaharíj ikonfestő (1971)
- A feltámadás elmarad (1972)
- Alvilági játékok (1973)
- Áruló (ff. tévéfilm, 1974)
- A gyilkosok (ff. tévéfilm, 1974)
- Feje fölött holló (1974) (forgatókönyvíró is)
- Kisember születik (1975)
- Az áruló (1975)
- Kiterítve (1976)
- Miért? (1976)
- A Glembay család (1977)
- A kard, avagy én vagyok a falu rossza egyedül (1977) (forgatókönyvíró is)
- Magyar Médeia (1977)
- Bovári úr (1977) (forgatókönyvíró is)
- Amerikai cigaretta (1977)
- 6-os számú kórterem (1977)
- Ki lesz a bálanya? (1979)
- Egésznapos riport (1979)
- Optimisták (1981) (forgatókönyvíró is)
- Forog a film (1985)
- Hajnali háztetők (1986)
- Hét akasztott (1989)
- Audiencia (1989)
- Dunasirató (1989)
- Különbözöm, tehát vagyok! (1989)
- Nem érsz a halálodig (1990)
- Területrendezés (1991)
- Mándy Iván (1992)
- A Valencia-rejtély (1996) (forgatókönyvíró is)
- Halál a hálaadás napján (1998)

### Színészként
- Öröklakás (1964)
- Mephisto (1981)
- Redl ezredes (1985)
- Chacho Rom (2002)
- Hogy volt?! (2010) tévéfilm

### Filmproducerként
- Halálutak és angyalok (1991)

## Díjai
- A monte-carlói fesztivál közönségdíja (1965)
- Balázs Béla-díj (1976)
- Érdemes művész (1981)
- Pirandello-díj (1985)
- Kiváló művész (1986)
- a Veszprémi Tévétalálkozó fődíja (1974, 1977, 1979, 1989)